# Франтішек Янечек

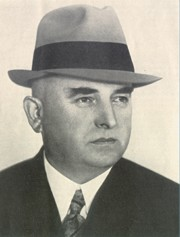
Франтішек Янечек (1878—1941)

Франтішек Янечек (чеськ. František Janeček; 23 січня 1878, Кластер над Дедіною — 4 червня 1941, Прага) — чеський інженер, засновник відомої фірми Jawa, виробника мотоциклів, мопедів та певний час автомобілів.

## Відомості
Франтішек Янечек народився 23 січня 1878 року в чеському місті Кластер над Дедіною (чеськ. Klášter nad Dědinou).
Його старший брат — Йосип в часи Першої світової війни був власником шахти по видобутку вугілля в Мутийовіце. Після 1925 р. він почав працювати в Південній Богемії по видобутку антрациту. Молодший брат — Рудольф мав в Празі виробництво електричних котлів.
Франтішек Янечек закінчив Вищу технічну школу в Празі. Пізніше один рік у Берлінському технічному університеті вивчав електротехніку. Після навчання в Берліні, в 1898 році почав працювати на електротехнічному заводі компанії Schuckertwerke в Празі.
У 1901 році компанія направила його в Нідерланди, на новозбудований завод електричних машин. У тому ж році він зареєстрував свій перший патент. У 1904 році Янечек повернувся в Чехію, він уже працював як керівник виробництва. Після служби на італійському фронті під час Першої світової війни, Янечек мав плідний період проектування і винахідництва, Він отримав понад шістдесят нових патентів, у тому числі в зброярські справі. Граната модель 21 його конструкції, стала стандартною ручною гранатою Чехословацької армії, яку прозвали «Janeček».
У 1922 відкрив в Празі збройовий завод «Zbrojovka Eng. Frantisek Janesek», а шість років потому вирішив його перепрофілювати та налагодити виробництво мотоциклів. Перший патент на виробництво був куплений у німецької фірми Wanderer. Базовою моделлю для виробництва став мотоцикл Wanderer 500. Було засновано фірму Jawa, назва була утворена злиттям перших літер імен власника Франтішека Янечека (чеськ. František Janeček) і назви фірми «Вандерер» (Wanderer) — JAneček WAnderer JAWA. Мотоцикли фірми Jawa стали відомі на весь світ та виробляються по сьогодні.

## Приватне життя
У 1901 році в Німеччині, він одружився з дочкою місцевого мера Йоханою Кароліною Штрік. 29 лютого 1904 року в них народився син Карел. Помер Франтішек Янечек 4 червня 1941 року в Празі. Компанію Jawa очолив його син Карел Янечек.